# Rubacuori (film)
3 Rubacuori è un film del 1931 diretto da Guido Brignone.
La pellicola, con protagonista Armando Falconi, è stata girata negli stabilimenti della Cines.

## Trama
Un casanova stagionato corre la cavallina, corteggiando belle donnine. Una sera si trova in una tasca un gioiello che era stato rubato al tabarin alla sua accompagnatrice, durante un'interruzione della corrente elettrica. Il prezioso cade nelle mani della moglie del maturo dongiovanni, provocando una lite tra i due. Finiranno per riconciliarsi.

## Accoglienza

### Critica
Raoul Quattrocchi su Kines del 19 aprile 1931: "Nella produzione italiana un genere a torto trascurato è stato quello della commedia brillante... a colmare la lacuna, Rubacuori, debolmente ideato, ma luminosamente realizzato e avvolto in un'atmosfera di scintillante latinità."